# Crinozoa
Crinozoa са подтип морски животни, които включват само един жив клас Crinoidea при бодлокожите (Echinodermata). Crinoidea идва от гръцката дума krinon, лилия или крем, и форма.

## Разпространение
Crinozoa са разпространени в почти всички морета и океани. Живеят както в плитки води, така и на голяма дълбочина – до 6000 метра.

## Описание
Crinozoa се характеризират с уста върху горната повърхност, която е заобиколена от хранителни пипала. Те имат U-образни черва и анусът им се намира в непосредствена близост до устата. Въпреки че основният модел, характерен за бодлокожи на петлъчева симетрия, може да бъде разпознат, повечето Crinozoa имат много повече от пет пипала. Crinozoa обикновено имат стъбло, което служи за прикрепване към субстрат, но много от тях живеят прикрепени само като незрели форми и стават свободно плуващи като възрастни.

## Класификация
Има само неколкостотин съвременни вида, но те са били много по-богати и разнообразни в миналото. Някои варовикови скали, датиращи от средата до края на палеозоя, са почти изцяло съставени от раздробените фрагменти на древните Crinozoa.
Подтип Crinozoa
- Клас †Paracrinoidea Regnéll, 1945
- Клас †Cystoidea von Buch, 1846
- Клас †Edrioasteroidea Billings, 1858
- Клас †Rhombifera Müller, 1854
- Клас Морски лилии (Crinoidea) Miller, 1821